# Reinborn

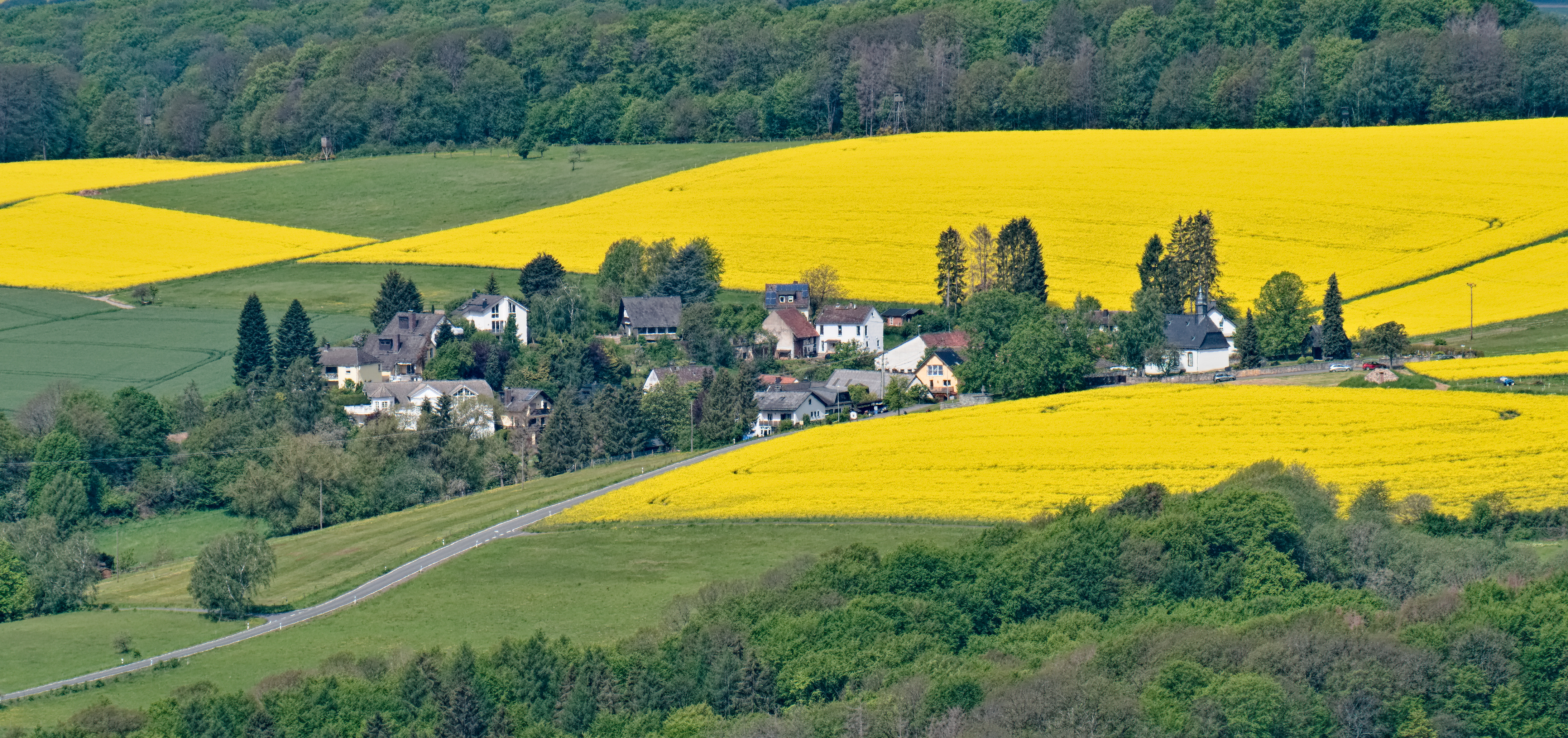
Reinborn von Osten gesehen

Reinborn ist eine Siedlung des Ortsteils Niederems in der Gemeinde Waldems im südhessischen Rheingau-Taunus-Kreis.

## Geographische Lage
Reinborn liegt im Östlichen Hintertaunus im Naturpark Rhein-Taunus. Im Gegensatz zu den meisten Ortschaften im Taunus, die sich in Tallagen befinden, liegt es oberhalb des Tals des Lahn-Zuflusses Emsbach am oberen Ende des Reinborner Grundes auf etwa 410 m ü. NN. Bis nach Niederems, wohin die Kreisstraße 748 führt, sind es in Richtung Süden 800 m (Luftlinie).

## Geschichte
Erstmals urkundlich nachgewiesen ist der Ort im Jahr 1274. Sein Name leitet sich von Rinnebronne ab, der Quelle eines Emsbach-Zuflusses. Die Gemarkung wurde im 18. Jahrhundert in die Gemeinde Niederems eingegliedert.
Am 1. August 1972 wurde die bis dahin selbständige Gemeinde Niederems mit fünf weiteren Orten zur neuen Gemeinde Waldems zusammengeschlossen.Gesetz zur Neugliederung des Obertaunuskreises und des Landkreises Usingen (GVBl. II Nr. 330-18) vom 11. Juli 1972. In: Der Hessische Minister des Innern (Hrsg.): Gesetz- und Verordnungsblatt für das Land Hessen. 1972 Nr. 17, S. 227, § 12 (Online beim Informationssystem des Hessischen Landtags [PDF; 1,2 MB]).

## Religionen
Die evangelische Kirchengemeinde Reinborn ist mit der Kirchengemeinde Steinfischbach verbunden.

## Kultur und Sehenswürdigkeiten

### Bauwerke
Drei Gebäude der Siedlung stehen unter Denkmalschutz: Das Haus Reinborn 9 (es gibt keine Straßennamen, alle Häuser des Ortes tragen Nummern), das Backhaus (Reinborn 11) und die Scheune des Anwesens Reinborn 13.

#### Kulturdenkmäler
Für die denkmalgeschützten Kulturdenkmäler des Ortes siehe Liste der Kulturdenkmäler in Reinborn.

#### Kirche

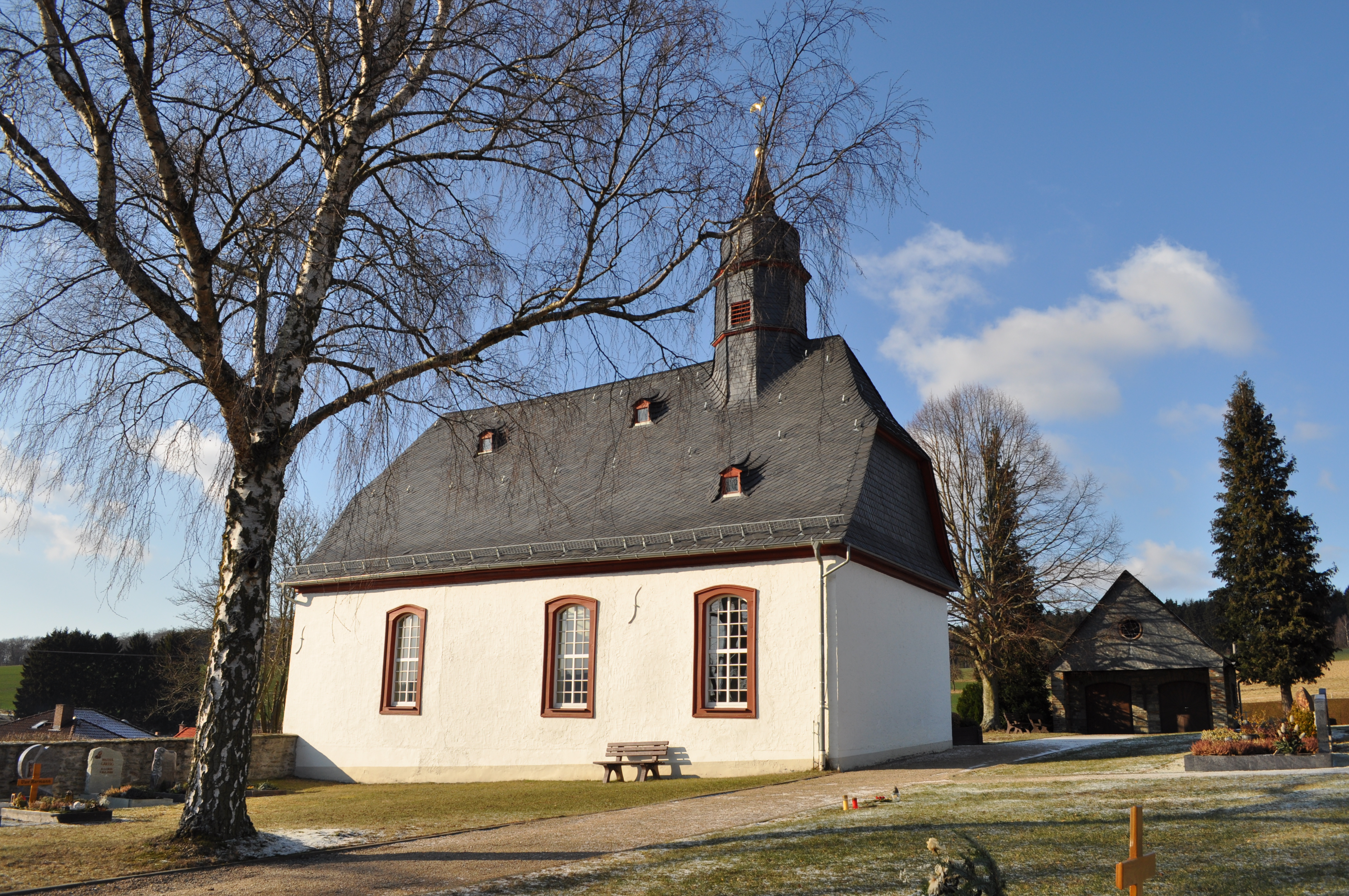
Kirche

Seit dem Jahr 1576 ist in Reinborn eine Kirche nachgewiesen. Die östlich außerhalb des Ortes gelegene gotische oder romanische Kapelle wurde während des Dreißigjährigen Kriegs zerstört. An ihrer Stelle wurde zwischen 1722 und 1724 im schlichten bäuerlichen Spätbarock eine Saalkirche errichtet. Die Kirche steht direkt neben der Linde. Vor der Kirche befindet sich das Kriegerdenkmal, das an die Opfer der Weltkriege erinnert. Der Friedhof des Ortes befindet sich hinter der Kirche.
Im Jahre 2001 wurde ein Meditationsrundweg zum Sonnengesang des Franz von Assisi angelegt.

### Naturdenkmal „1000-jährige“ Linde
Im Mittelalter hatte die vor dem Ort stehende „1000-jährige“ Linde vermutlich die Funktion einer Gerichtslinde und markierte den Ort der Gerichtsstätte des Gerichtes an der Ems. Sie zählt heute zu den bedeutendsten lebenden Naturdenkmälern im Naturpark Rhein-Taunus und wurde 1928 unter Denkmalschutz gestellt. Der Baum ist tief gespalten. Um ihn zu retten, wurde eine zentrale Stahlsäule aufgestellt, die über eine Vielzahl von Stahlseilen die Fragmente des Baumes hält. Der Stammumfang hat im Jahre 2015 14,29 m betragen.

## Galerie

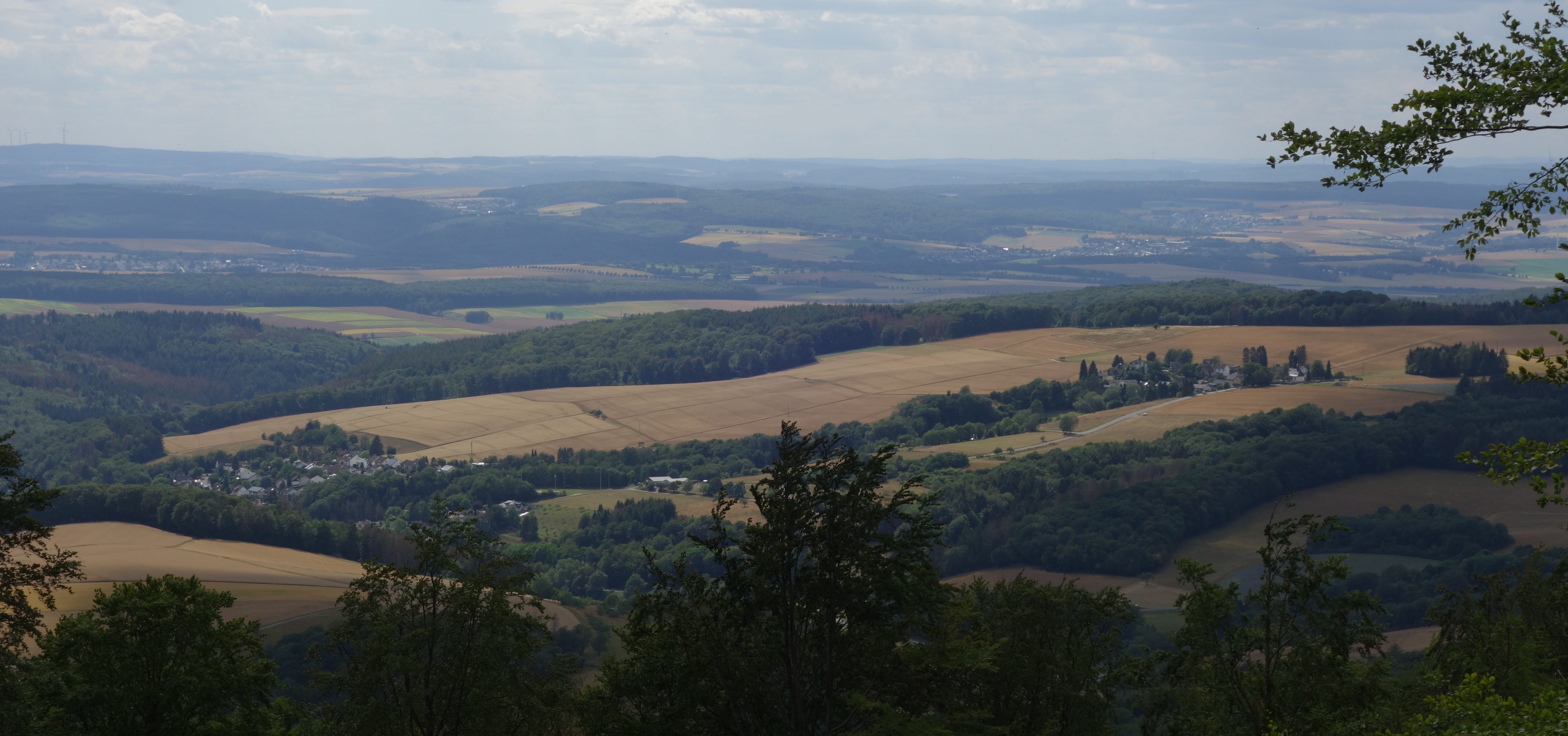
Blick auf Reinborn (rechts) und Niederems vom Windhain, links über Niederems ist der Idsteiner Ortsteil Wörsdorf erkennbar.
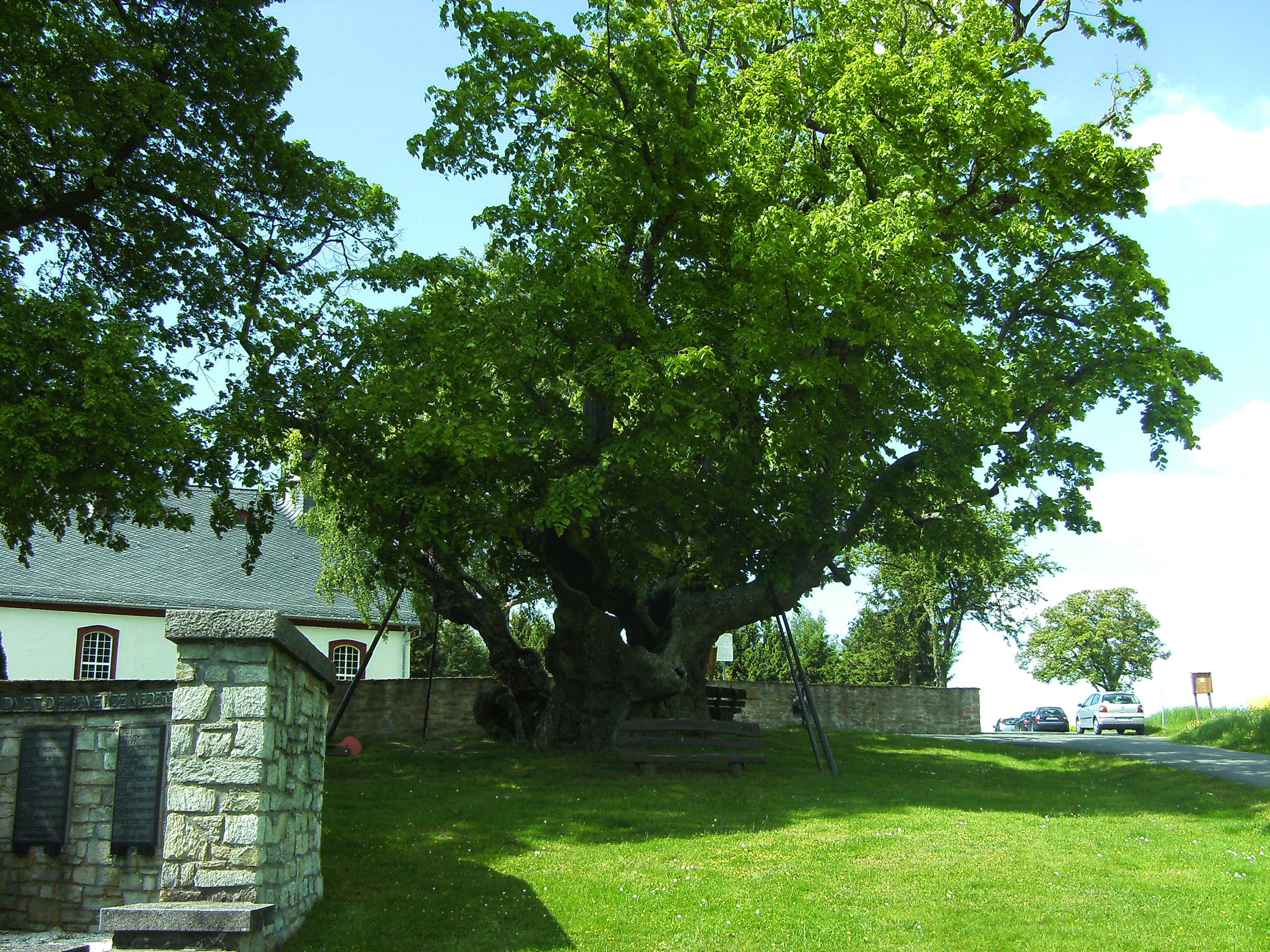
Linde in Reinborn mit Kirche im Hintergrund und links das Kriegerdenkmal
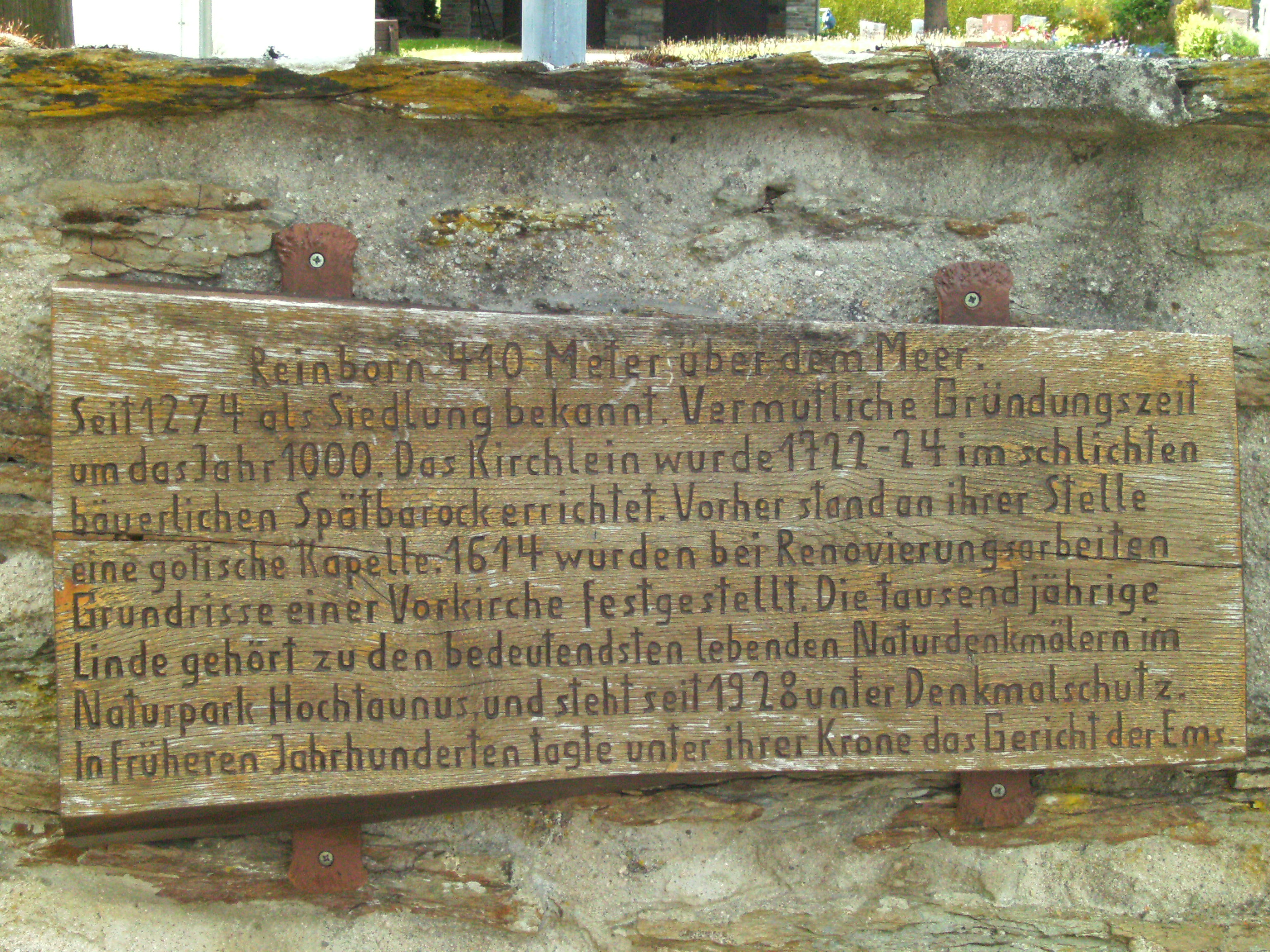
Tafel an der Friedhofsmauer mit Orts-, Kirchen- und Lindengeschichte
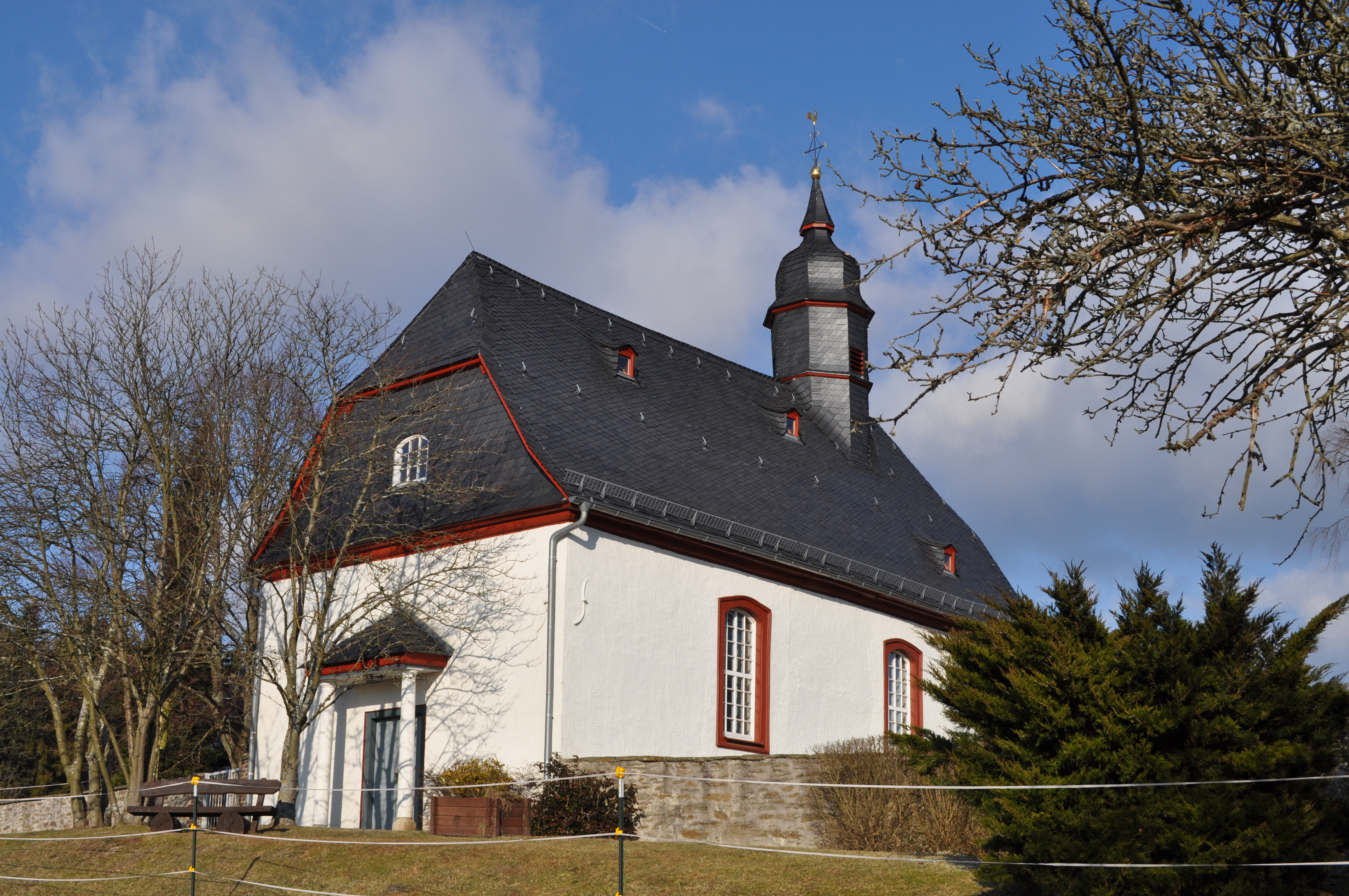
Kirche
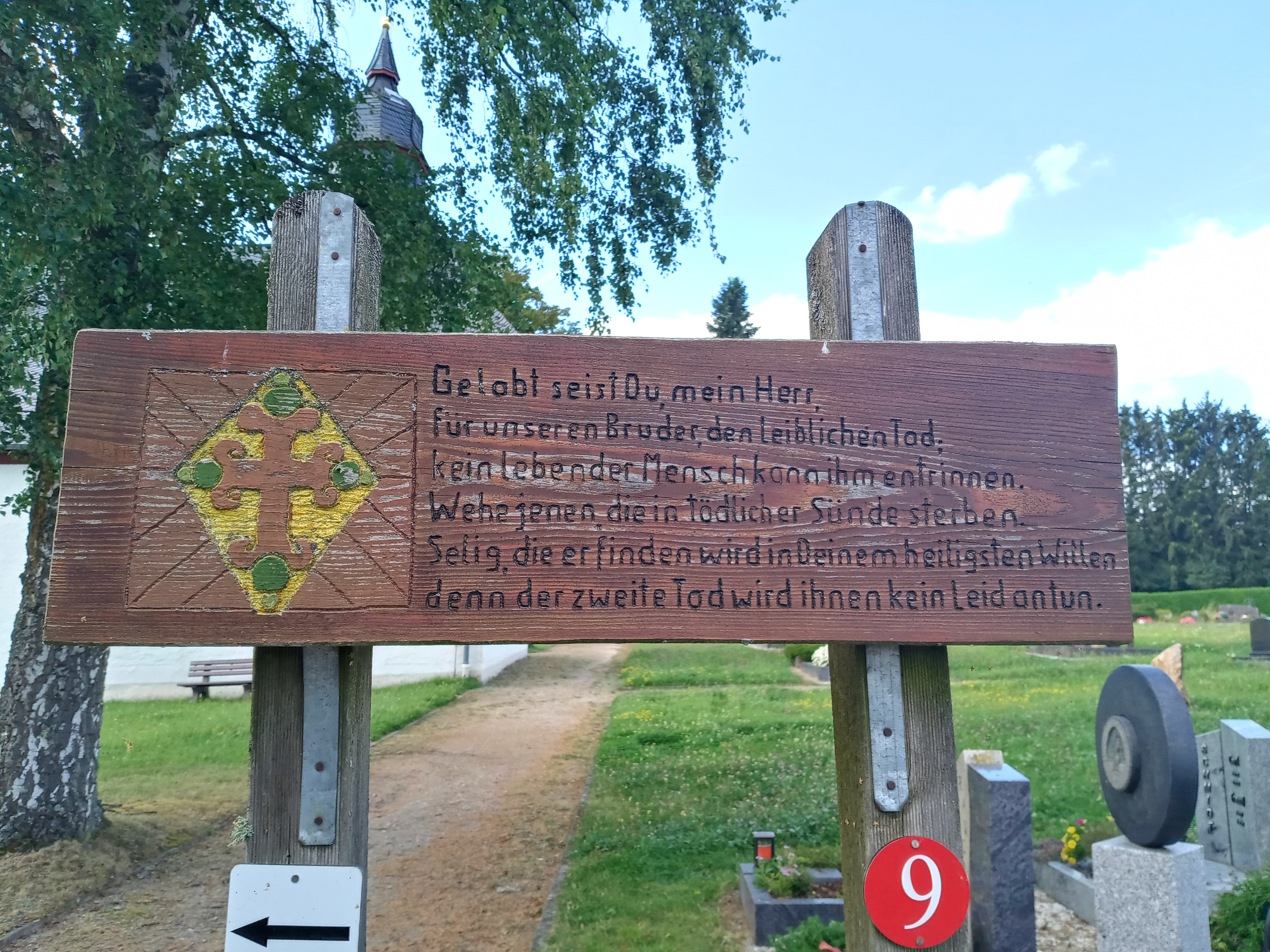
Tafel für die Kirche
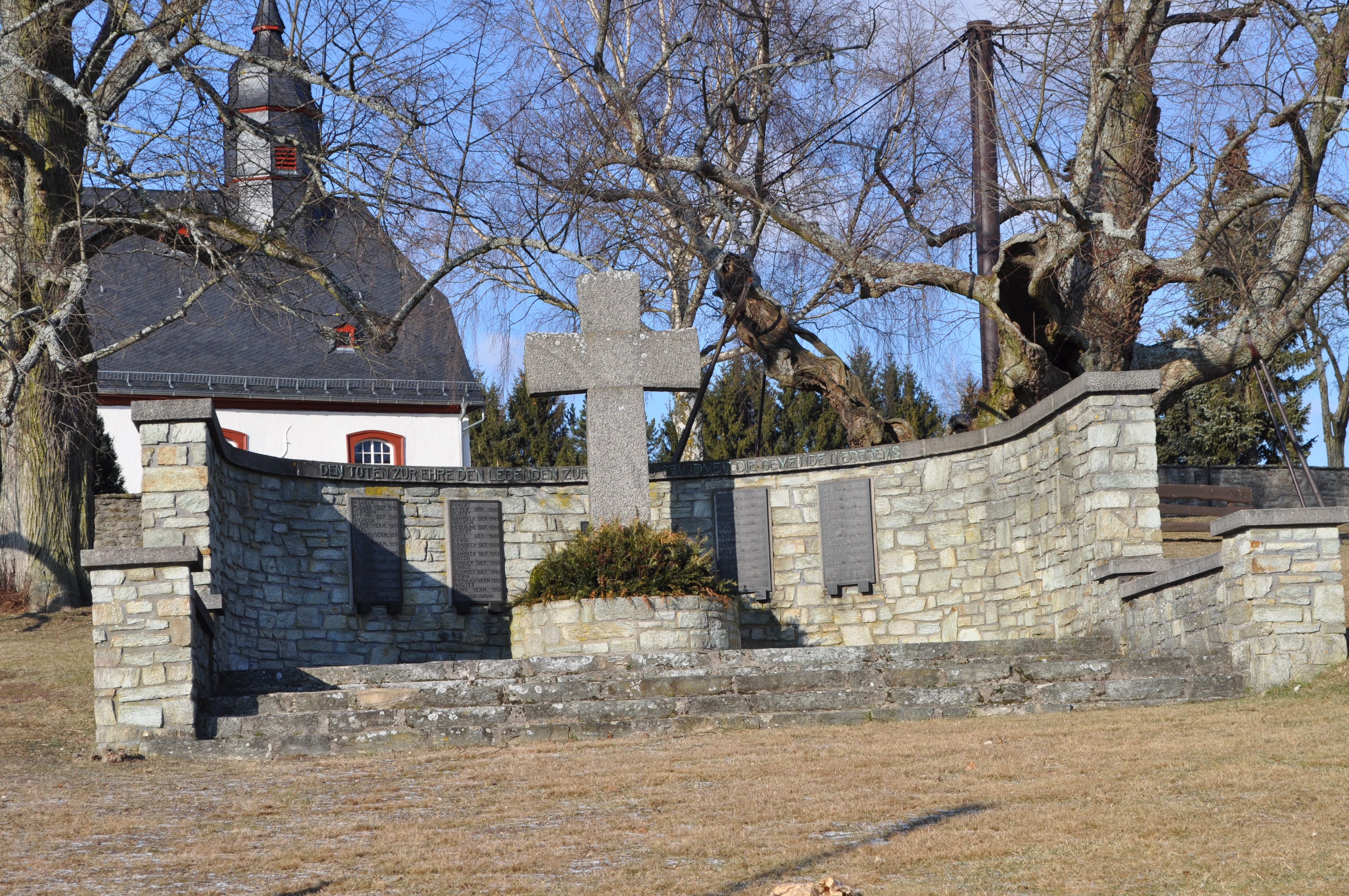
Kriegerdenkmal
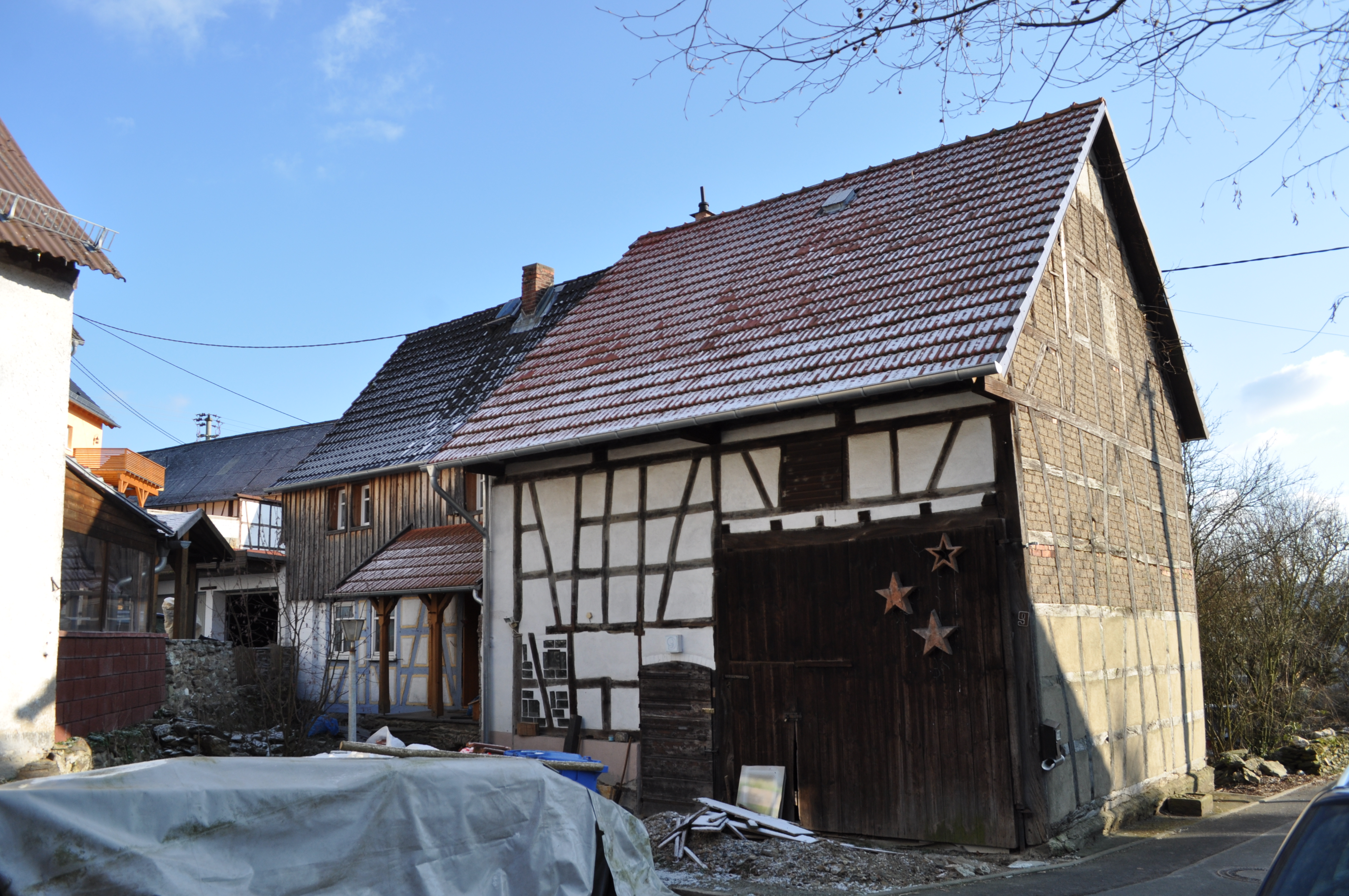
Reinborn 9
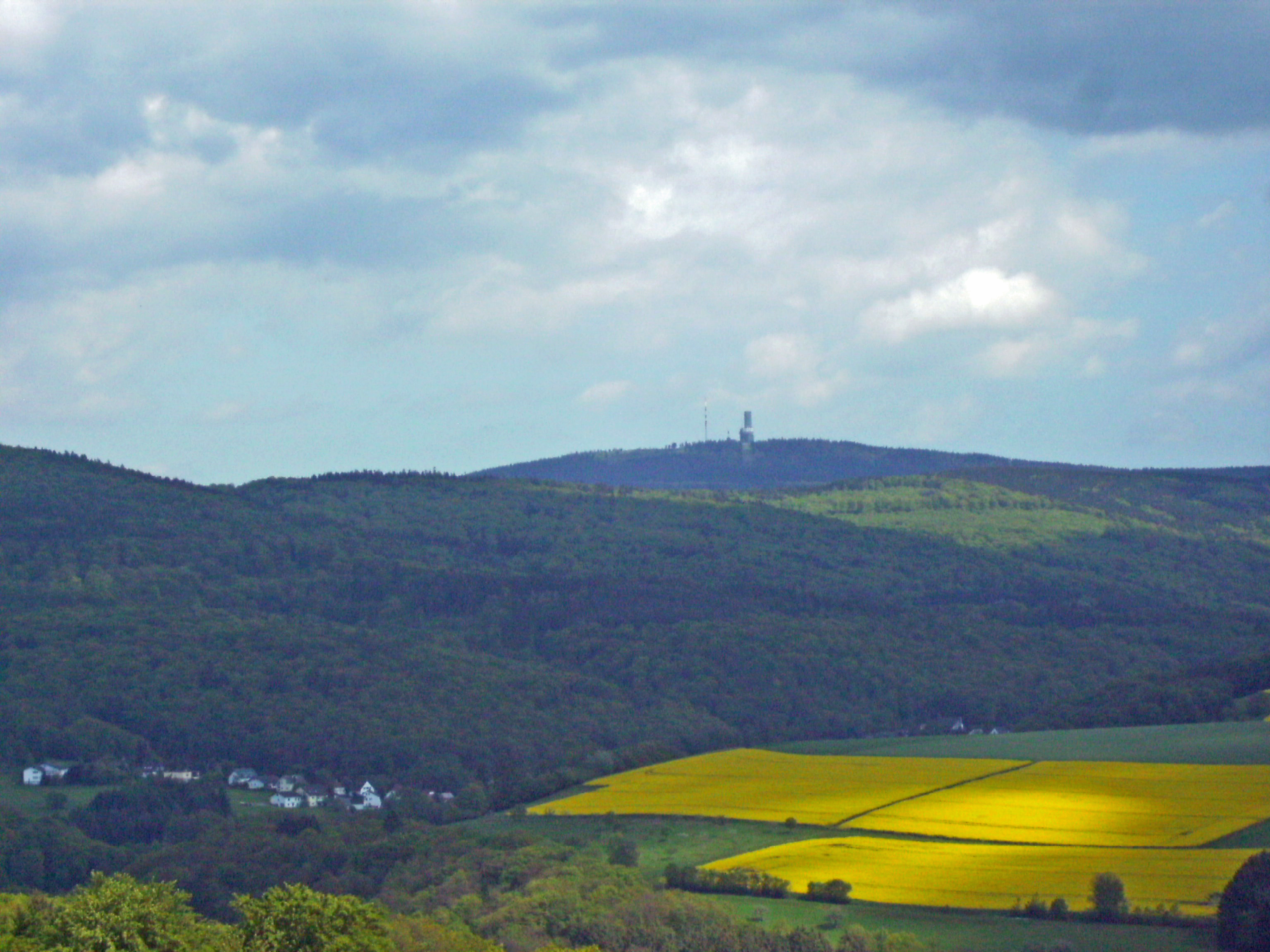
Blick auf den Feldberg